# Трупињак
Трупињак је насељено мјесто у општини Крњак, на Кордуну, Карловачка жупанија, Република Хрватска.

## Историја
Трупињак се од распада Југославије до августа 1995. године налазио у Републици Српској Крајини. До територијалне реорганизације насеље се налазило у саставу бивше велике општине Карловац.

## Становништво
Трупињак је према попису из 2011. године имао 1 становника.
| Националност       | 1991. | 1981. | 1971. | 1961. |
| Срби               | 6     | 11    | 19    | 33    |
| Југословени        | 2     | 2     |       |       |
| остали и непознато |       |       |       |       |
| Укупно             | 8     | 13    | 19    | 34    |

| Демографија | Демографија | Демографија |
| Година      | Становника  | Становника  |
| ----------- | ----------- | ----------- |
| 1961.       | 34          |             |
| 1971.       | 19          |             |
| 1981.       | 13          |             |
| 1991.       | 8           |             |
| 2001.       | 9           |             |
| 2011.       |             | 1           |